# Míchel Carrilero
Miguel Ángel Carrilero González (Madrid, 3 de agosto de 1977), conocido como Míchel, es un exfutbolista y entrenador español. Jugaba como delantero y actualmente dirige al Club Deportivo Móstoles URJC de la Segunda Federación.

## Trayectoria

### Como jugador
A lo largo de su carrera consiguió cinco ascensos a Primera División: con el Rayo Vallecano de Madrid (1998-99), el Sevilla F. C. (2000-01), el Getafe C. F. (2003-04), la U. D. Almería (2006-07) y el Xerez C. D. (2008-09). Además, en la temporada 2010-11 también ascendió a Segunda División con el C. D. Guadalajara.

### Como entrenador
Tras abandonar la práctica del fútbol, en la temporada 2013-14 se convierte en entrenador del C. D. Móstoles URJC de la Regional Preferente de Madrid, con el que lograría el ascenso la Tercera División de España.
Durante las temporadas 2014-15 y 2015-16 dirige al conjunto mostoleño en la Tercera División de España.
En la temporada 2019-20, firma como entrenador del Ibiza Sant Rafel Fútbol Club de la Tercera División de España.
En la temporada 2020-21, firma como entrenador del Club Deportivo Manchego Ciudad Real de la Tercera División.
En la temporada 2022-23, firma por la Agrupación Deportiva Torrejón Club de Fútbol de la Tercera División de España, al que dirige durante dos temporadas.
El 5 de noviembre de 2024, se hace cargo del C. D. Móstoles URJC de la Segunda Federación.

## Clubes

### Como jugador
| Club                         | País     | Año       |
| ---------------------------- | -------- | --------- |
| U. B. Conquense              | España   | 1996-1997 |
| F. C. Penafiel               | Portugal | 1997      |
| Rayo Vallecano de Madrid "B" | España   | 1997-1998 |
| Rayo Vallecano de Madrid     | España   | 1998-2000 |
| Sevilla F. C.                | España   | 2000-2001 |
| Real Sporting de Gijón       | España   | 2001-2002 |
| Rayo Vallecano de Madrid     | España   | 2002-2003 |
| Getafe C. F.                 | España   | 2003-2005 |
| U. D. Almería                | España   | 2005-2007 |
| Xerez C. D.                  | España   | 2007-2010 |
| C. D. Guadalajara            | España   | 2010-2011 |
| C. D. Móstoles URJC          | España   | 2011-2013 |

### Como entrenador
| Club                                         | País   | Año             |
| -------------------------------------------- | ------ | --------------- |
| C. D. Móstoles URJC                          | España | 2013-2016       |
| Ibiza Sant Rafel Fútbol Club                 | España | 2019-2020       |
| Club Deportivo Manchego Ciudad Real          | España | 2020-2021       |
| Agrupación Deportiva Torrejón Club de Fútbol | España | 2022-2024       |
| C. D. Móstoles URJC                          | España | 2024-actualidad |